# Fräulein Fifi

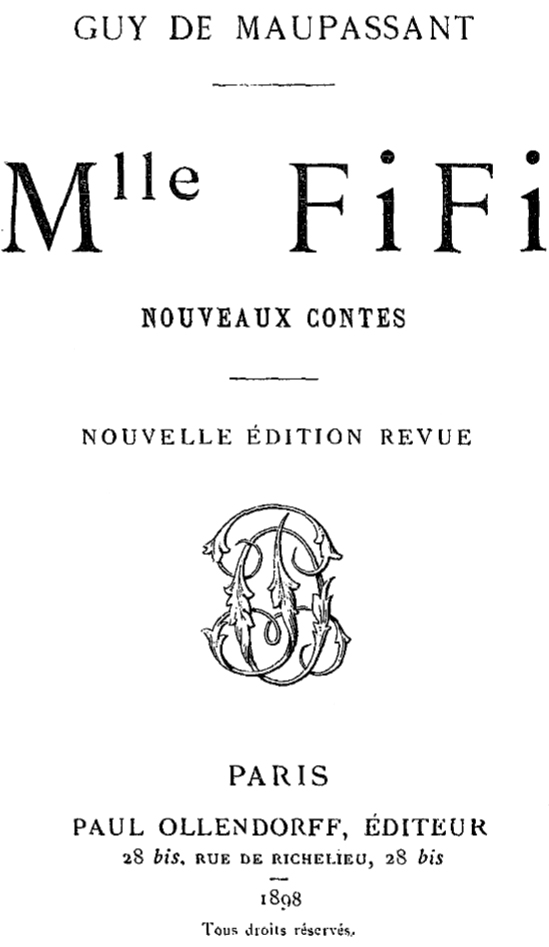
Mademoiselle Fifi
(Einband von 1898)

Fräulein Fifi (französisch Mademoiselle Fifi) ist eine Novelle von Guy de Maupassant. Sie erschien erstmals im Jahre 1882 im Verlag Kistenmackers in Brüssel. Auf Deutsch erschien die Erzählung 1898.

## Handlung
Nach dem Deutsch-Französischen Krieg sind einige deutsche Offiziere im Schloss von d’Urville einquartiert. Ihre Langeweile vertreiben sie sich mit der Zerstörung der im Schloss vorgefundenen Kunstgegenstände. Einer von ihnen ist der Oberleutnant Freiherr Wilhelm von Eyrick. Er wird als brutal und hochfahrend beschrieben. Aufgrund seines koketten Verhaltens, seiner schlanken Taille und seiner Angewohnheit, häufig die französische Redewendung „fi fi donc“ zu verwenden, nennen ihn seine Kameraden Mademoiselle Fifi.
Die Offiziere beschließen, ein Fest zu veranstalten. Hierzu werden Prostituierte eingeladen. Beim Festgelage verhält sich von Eyrick dem ihm zugeteilten Mädchen gegenüber sehr brutal und beleidigt ihren Nationalstolz, woraufhin sie ihm ein Messer in den Hals stößt und durch das Fenster flüchtet. Der Offizier stirbt. Bei der Beisetzung läuten auf Befehl des deutschen Kommandanten die Kirchenglocken, was die Einwohner den Besatzern gegenüber bisher immer verweigert haben. Die Suche nach der Täterin bleibt ergebnislos. Sie hält sich im Kirchturm verborgen. Nach dem Abzug der Besatzer kehrt sie in ihr Bordell zurück. Schließlich nimmt ein Mann sie zu sich, „[…] er hatte ihrer schönen Tat wegen eine Schwäche für sie gefaßt; dann gewann er sie um ihrer selbst willen lieb; er heiratete sie und machte aus ihr eine Dame, die genauso viel wert war wie viele andere.“